# Edmund Dene Morel

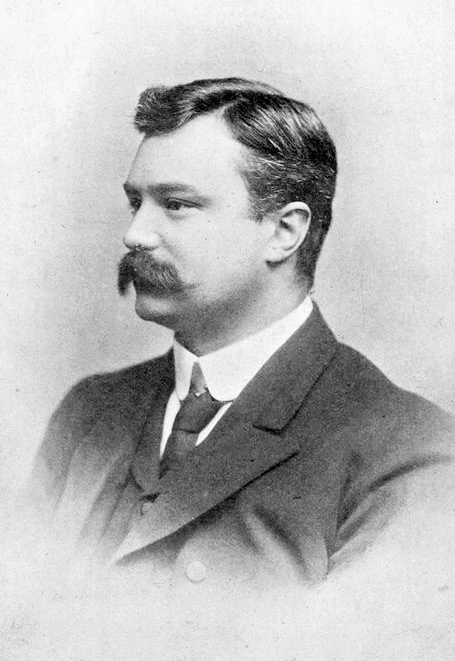
E.D. Morel

Edmund Dene Morel (10 de julho, 1873 - 12 de novembro, 1924) foi um escritor, jornalista e socialista britânico. Liderou uma campanha contra a escravidão no Estado Livre do Congo através do jornal West African Mail, junto com Roger Casement e a Associação da Reforma do Congo. Também fez parte do movimento pacifista britânico durante a Primeira Guerra Mundial.